# Лобу Антунеш, Антониу
Анто́ниу Ло́бу Анту́неш (порт. António Lobo Antunes, 1 сентября 1942, Лиссабон) — португальский писатель и журналист.

## Биография
Учился медицине, специализировался по психиатрии. Служил военным врачом в Анголе (1971—1973) в период национально-освободительной войны в стране, этот опыт лег позднее в основу нескольких его романов. По возвращении из Африки работал в психиатрической клинике. С 1985 занимается только литературой и журналистикой, автор нескольких книг для детей.
Лобу Антунеш страдает от прогрессирующей деменции, которая вынудила его отказаться как от давней привычки курить, так и от писательской деятельности.

## Творческая манера
Считает своим учителем Уильяма Фолкнера, написал предисловие к португальскому переводу его романа «Шум и ярость».

## Произведения
- Memória de Elefante (1979)
- Os Cus de Judas (1979)
- Conhecimento do Inferno (1980)
- Explicação dos Pássaros (1981)
- Fado Alexandrino (1983)
- Auto dos Danados (1985)
- As Naus (1988)
- Tratado das Paixões da Alma (1990)
- A Ordem Natural das Coisas (1992)
- A Morte de Carlos Gardel (1994)
- Manual dos Inquisidores (1996)
- O Esplendor de Portugal (1997)
- Exortação aos Crocodilos (1999)
- Não Entres Tão Depressa Nessa Noite Escura (2000)
- Que Farei Quando Tudo Arde? (2001)
- Boa Tarde às Coisas Aqui em Baixo (2003)
- Eu Hei-de Amar uma Pedra (2004)
- Ontem Não te vi em Babilónia (2006)
- O Meu Nome É Legião (2007)
- O Arquipélago da Insónia (2008)
- Que Cavalos São Aqueles Que Fazem Sombra no Mar? (2009)

## Признание
Романы переведены на многие европейские языки. Премия Союза писателей Португалии (1985, 1999), премия Росалии де Кастро (1999), Европейская литературная премия (2000), премия Овидия (Румыния, 2003), Иерусалимская премия (2005), премия Хосе Доносо (Чили, 2006), премия Камоэнса (2007), премия Пабло Неруды (2007), премия Хуана Рульфо (2008). Удостоен высшей награды Португалии — ордена Сантьяго-Меченосца (2005). С 1990 несколько раз выдвигался на Нобелевскую премию.

## Публикации на русском языке
- А мне что делать, когда все горит? Фрагменты романа
- Слоновья память // Издательство Ивана Лимбаха. СПб, 2024